# Emsisoft Anti-Malware
Emsisoft Anti-Malware (anteriormente denominado a-squared Anti-Malware) é um programa de segurança Antivirus e antispyware desenvolvido pela empresa austríaca Emsi Software GmbH.